# Wales Green Party
Die Wales Green Party  (WGP, walisisch: Plaid Werdd Cymru) ist die einzige regionale Partei mit einem halb autonomen Status innerhalb der Green Party of England and Wales (GPEW). Sie deckt Wales ab und bestreitet die Wahlen zum Walisischen Parlament (ehemals Nationalversammlung für Wales; sowie auf lokaler, britischer und europäischer Ebene) und hat eigene Newsletter, Mitgliederlisten, Jahresversammlungen und Manifeste. Mitglieder der WGP sind automatisch Mitglieder der GPEW. Walesweite Entscheidungen werden vom Wales Green Party Council getroffen, der sich aus den Sprechern, hochrangigen Parteimitgliedern und einem Vertreter jeder lokalen Partei zusammensetzt.

## Geschichte
Die Grünen im Vereinigten Königreich haben ihre Wurzeln in der 1973 gegründeten Grünen Partei mit den Namen People. Diese wurde drei Jahre später zur Ecology Party (dt.: Ökologische Partei) und 1985 zur Green Party (dt.: Grüne Partei). 1990 verließen die schottischen Grünen (Scottish Green Party) und nordirischen Grünen (Green Party in Northern Ireland) die britische Green Party und bildeten eigene Parteien. Die englische und die walisische Partei wurden zur Green Party of England and Wales, wobei die walisischen Grünen eine halb autonome regionale Partei (Wales Green Party) gründeten.
Im Juli 2018 stimmte die Partei darüber ab, ob sie sich von der GPEW trennen und eine separate Organisation bilden sollte. Von den Mitgliedern, die gestimmt haben, haben 65 % gegen den Vorschlag gestimmt, obwohl der Vorsitzende der
WGP Grenville Ham für die Unabhängigkeit kämpfte.

## Wahlergebnisse
Prozentergebnisse und Gesamtsitze beziehen sich auf Wales. Unterhauswahlen erfolgten durchgehend nach Mehrheitswahlrecht, Wahlen zur Nationalversammlung für Wales nach einem Mixed-Member Proportionalsystem und ab 1999 auch Wahlen zum Europaparlament nach Verhältniswahlrecht.
| Jahr | Wahl                                        | Stimmenanteil | Sitze |
| ---- | ------------------------------------------- | ------------- | ----- |
| 1999 | Wahl zur Nationalversammlung für Wales 1999 | 2,5 %         | 0/60  |
| 1999 | Europawahl 1999                             | 2,6 %         | 0/4   |
| 2001 | Unterhauswahlen 2001                        |               | 0/40  |
| 2003 | Wahl zur Nationalversammlung für Wales 2003 | 3,5 %         | 0/60  |
| 2004 | Europawahl 2004                             | 3,6 %         | 0/4   |
| 2005 | Unterhauswahlen 2005                        |               | 0/40  |
| 2007 | Wahl zur Nationalversammlung für Wales 2007 | 3,5 %         | 0/60  |
| 2009 | Europawahl 2009                             | 5,6 %         | 0/4   |
| 2010 | Unterhauswahlen 2010                        | 0,4 %         | 0/40  |
| 2011 | Wahl zur Nationalversammlung für Wales 2011 | 3,4 %         | 0/60  |
| 2014 | Europawahl 2014                             | 4,5 %         | 0/4   |
| 2015 | Unterhauswahlen 2015                        | 2,6 %         | 0/40  |
| 2016 | Wahl zur Nationalversammlung für Wales 2016 | 3,0 %         | 0/60  |
| 2017 | Unterhauswahlen 2017                        | 0,3 %         | 0/40  |
| 2019 | Europawahl 2019                             | 6,1 %         | 0/4   |
| 2019 | Unterhauswahlen 2019                        | 1,0 %         | 0/40  |
| 2021 | Parlamentswahl in Wales 2021                | 4,4 %         | 0/60  |
| 2024 | Unterhauswahlen 2024                        | 4,7 %         | 0/32  |